# Peggy Carlisle
Peggy Carlisle foi uma atriz de cinema britânica.

## Filmografia selecionada
- The Man and the Moment (1918)
- The Rocks of Valpre (1919)
- Comradeship (1919)
- Broken Bottles (1920)
- Motherland (1927)
- Hindle Wakes (1927)
- Houp La! (1928)